# انعكاس مغناطيسية الأرض

الأقطاب المغناطيسية خلال الـ 5 مليون سنة الماضية، المناطق الداكنة تدل على الفترات التي تطابق قطبية القطبين اليوم، والمناطق الفاتحة تدل على الفترات التي كان القطبين فيها عكس ما هما عليه اليوم.

تقلبات المغنطة الأرضية هي تغيرات في المجال المغناطيسي للكوكب، يتمثل في تغير مواقع الشمال والجنوب المغناطيسي (وهو ما يختلف عن الشمال والجنوب الجغرافي). يتعاقب المجال الأرضي في فترات قطبية طبيعية، ليكون الاتجاه السائد للمجال هو الاتجاه الحالي، والقطبية العكسية حين يكون الاتجاه المعاكس له، وتُسمى فترات زمنية.
الأحداث الانعكاسية عشوائية إحصائيًا. حدث 183 تقلبًا على مدار 83 مليون سنة الأخيرة، آخرها تقلب (برونيس-ماتوياما)، الذي حدث قبل 780 ألف سنة، مع تقديرات متباينة على نطاق واسع لمدى سرعة حدوثه. قدرت المصادر الأخرى الوقت المُستغرق لإكمال التقلبات بنحو 7000 سنة لحدوث التقلبات الأربعة. اقترح كليمنت (2004) أن تلك الفترة تعتمد على خط العرض، إذ تكون الفترات قصيرة عند خط العرض المنخفض، وطويلة عند خطوط العرض الوسطى والعليا. ورغم الاختلاف، تتراوح فترات التقلبات نموذجيًا بين 2000 و12 ألف سنة، وهو ما يقل بمقدار ضعف أو ضعفين عن الفترات الزمنية المغناطيسية.
رغم وجود فترات انعكس فيها المجال عالميًا (مثل انحراف لاشامب) مئات السنوات، تُصنف هذه الأحداث بوصفها انحرافات أكثر من كونها انعكاسات كاملة في المغنطة الأرضية. تظهر القطبية الزمنية الثابتة غالبًا بصورة كبيرة سرعة الانحرافات الاتجاهية، التي تحدث غالبًا أكثر من التقلبات. في انحراف كهذا، ينعكس المجال في اللب الخارجي السائل، وليس في اللب الداخلي الصلب. يستمر الانتشار في اللب الخارجي السائل 500 سنة أو أقل. أما في اللب الداخلي الصلب فيكون أطول، نحو 3000 سنة.

## التاريخ
في بداية القرن العشرين، كان الجيولوجيون مثل بيرنارد برونهيس أول من لاحظ أن مغنطة بعض الصخور البركانية معاكسة لاتجاه المجال الأرضي. نفذ موتونوري ماتياما التقدير الأولي للمدة الزمنية للتقلبات المغناطيسية في العشرينيات، ولاحظ أن تلك الصخور معكوسة المجال كانت جميعها في بداية العصر البليستوسيني أو أقدم. في هذا الوقت، كانت قطبية الأرض مفهومة بدرجة متوسطة، وأثارت احتمالية التقلبات اهتمامًا محدودًا.
بعد 3 عقود، أصبح مجال الأرض مفهومًا جيدًا، وتطورت النظريات واقترحت أن مجال الأرض ربما كان معكوسًا في الماضي البعيد. تضمنت معظم الأبحاث المختصة في علم المغنطة في أواخر الخمسينيات اختبارات عن تنقل الأقطاب والانجراف القاري. ورغم اكتشاف أن بعض الصخور قد تعكس مجالها المغناطيسي حين تبرد، أصبح من الواضح أن معظم الصخور البركانية المغناطيسية احتفظت بمغناطيسيتها أثناء التبريد. في غياب الطرق الموثوقة لمعرفة العمر الدقيق للصخور، كان يُعتقد أن التقلبات حدثت تقريبًا كل مليون سنة.
حدث التطور الرئيسي التالي في فهم التقلبات مع تطور تقنيات التأريخ الإشعاعي في الخمسينيات. أراد آلان كوكس وريتشارد دويل، من هيئة المسح الجيولوجي الأمريكية، التحقق من أن التقلبات حدثت على فترات منتظمة، ودعوا الجيولوجي برينت دالرمبل للانضمام إلى مجموعتهم. وقدموا أول مقياس زمني للقطبية المغناطيسية سنة 1959. وواصلوا جمع البيانات وتحسين المقياس في منافسة مع دون تارلنغ وإيان مكدوغال في جامعة أستراليا الوطنية، وأظهرت مجموعة بقيادة نيل أوبديكي في مرقب لامونت-دوهيرتي الأرضي أن نفس نمط التقلبات قد سُجل في رواسب في أعماق قاع البحر.
خلال الخمسينيات والستينيات، جُمعت المعلومات عن التغيرات في مجال الأرض المغناطيسي عمومًا بواسطة سفن البحث، لكن المسارات المعقدة للرحلات البحرية صعّب الربط بين البيانات الملاحية وقراءات المجال المغناطيسي. لكن برسم البيانات على الخريطة، بات من الواضح أن الخطوط المغناطيسية المنتظمة والمستمرة تظهر بوضوح في قاع البحر.
سنة 1963، قدم فريدريك فاين ودورماند ماثيوز شرحًا مبسطًا باستخدام نظرية هاري هيس المتعلقة بالانتشار لأعماق البحر مع تحديد المقياس الزمني للانعكاسات: إن قاع البحر الجديد ممغنط في اتجاه مجال التدفق، ولهذا ينتج قاع البحر المنتشر من التلال المركزية أزواجًا من الخطوط المغناطيسية الموازية للحافة. اقترح الكندي ل.و. مورلي مستقلًا شرحًا مماثلًا في يناير 1963، لكن الدوريات المتخصصة رفضت بحثه، ولم يُنشَر حتى 1967. كانت فرضية (مورلي-فاين-ماثيوز) أول اختبار علمي لنظرية انتشار قاع البحر مع الانجراف القاري.
بدايةً من 1966، وجد لامونت ودوهيرتي عالما المرصد الجيولوجي أن المظهر المغناطيسي عبر سلسلة المحيط الهادي - أنتاركتيكا كان منتظمًا ومطابقًا لسلسلة ريكيانز شمال المحيط الأطلسي. ووُجد نفس الشذوذ المغناطيسي في أكثر محيطات العالم، ما سمح بالتوصل إلى تقديرات لمعظم القشرة المحيطية.

## مراقبة المجالات السابقة
يمكن تسجيل تقلبات المجالات السابقة في المعادن المغناطيسية المتجمدة (أو الحديدية المغناطيسية للدقة) في الرواسب المدمجة والتدفقات البركانية على اليابسة.
لوحظ التسجيل الأخير لتقلبات المغنطة الارضية أولًا بواسطة مراقبة شذوذ الضربات المغناطيسية في عمق المحيط. صمم لورانس مورلي وفريدريك فاين ودورماند ماثيوز ارتباطًا بانتشار عمق البحر في فرضية (مورلي-فاين-ماثيوز)، التي قادت حديثًا إلى تطور نظرية الألواح التكتونية. ينتج المعدل الثابت نسبيًا لانتشار قاع البحر خطوطًا يمكن من طريقها استنتاج المجال المغناطيسي السابق باستخدام البيانات المجموعة من سحب المقياس المغناطيسي على امتداد قاع البحر.
ولأن قاع البحر لا يتجاوز عمره 180 مليون سنة، لا بد من استخدام طرق أخرى لفهم التقلبات القديمة. تحتوي معظم الصخور الرسوبية كميات صغيرة من الحديد، الذي تأثر اتجاهه بالمجال المغناطيسي وقت تشكله. قد تحفظ هذه الصخور تسجيلًا للمجال إذا لم تمحُها التغيرات الكيميائية أو الفيزيائية أو البيولوجية لاحقًا.
ولأن هذا المجال المغناطيسي عالمي، قد تُستخدم أنماط مشابهة من التغيرات المغناطيسية للربط بين أعمار مواقع مختلفة. في العقود الأربعة الماضية، جُمع العديد من المعطيات المتعلقة بعلم المغنطة عن أعمار عمق البحر (أكثر من 250 مليون عام)، وأفادت في تقدير عمر الأقسام الجيولوجية. إن طريقة التأريخ ليست مستقلة، بل تعتمد على الطرق المُطلقة للتأريخ مثل أنظمة النظائر المشعة، وقد أصبحت مفيدة استثنائيًا للجيولوجيين حين لا تتوفر الحفريات.

## قياس زمن قطبية المغنطة الأرضية
من طريق تحليل شذوذ مغنطة قاع البحر وتأريخ تسلسل التقلبات على الأرض، طور المختصون بعلم المغنطة مقياسًا قطبيًا مغناطيسيًا (GPTS). يتضمن المقياس الزمني الحالي 184 فاصلًا قطبيًا في آخر 83 مليون سنة (أي 183 تقلبًا).

### التغيرات المتكررة على امتداد الزمن
تغير معدل التقلبات في مجال الأرض المغناطيسي على نحو واسع بمرور الزمن. قبل 72 مليون سنة، تقلب المجال 5 مرات في مليون سنة. وقبل 54 مليون سنة، حدثت 10 تقلبات في غضون 4 ملايين سنة، وقبل 42 مليون سنة، حدث 17 تقلبًا في غضون 3 ملايين سنة. وقبل 24 مليون سنة، حدث 13 تقلبًا في غضون 3 ملايين سنة. وقبل 15 مليون سنة، حدث 51 تقلبًا في غضون 12 مليون سنة. وحدث تقلبان على مدار 50 ألف سنة. إضافةً إلى فترات طويلة خلت من أي تقلبات.

### التفوق الزمني
التفوق الزمني هو فترة زمنية (فاصل القطبي) تدوم 10 ملايين سنة على الأقل. من المؤكد حدوث تفوقين زمنيين على الأقل: العصر الطباشيري القياسي والكيامان. أما المرشح الثالث، الموييرو، فهو غير مؤكد. كان يُعتقد أن المنطقة الجوراسية الهادئة في التشوهات المغناطيسية للمحيط تمثل تفوقًا زمنيًا، لكنها تُعزى الآن إلى أسباب أخرى.
استمر العصر الطباشيري القياسي (يُسمى أيضًا التفوق الزمني للعصر الطباشيري) قرابة 40 مليون سنة، قبل نحو 120 إلى 83 مليون سنة، متضمنًا مراحل من فترات العصر الطباشيري من عصر التقسيم الأرضي عبر السانتونيان. انخفض تواتر التقلبات المغناطيسية بانتظام قبل هذا العصر، وبلغ أدنى نقطة (دون تقلبات) خلال الفترة بين العصر الطباشيري القياسي والحاضر، وازداد التواتر عمومًا ببطء.
استمر انعكاس التفوق الزمني في الكيامان من أواخر العصر الفحمي إلى أواخر البرمي القديم، أي نحو 50 مليون سنة، قبل نحو 312 إلى 262 مليون سنة. كان المجال المغناطيسي معكوس القطبية. الاسم (كيامان) مشتق من قرية كياما الأسترالية، حيث وُجدت بعض الأدلة الجيولوجية الأولى للتفوق الزمني سنة 1925.
ربما استضاف الأوردوفيشي تفوقًا زمنيًا آخر، استمر أكثر من 20 مليون سنة (485 إلى 463 مليون سنة). وُجد هذا التفوق الزمني المحتمل فقط في نهر موييرو شمال الدائرة القطبية في سيبيريا، لكن لا دليل على هذا التفوق الزمني في أي موقع آخر.
بعض مناطق قاع المحيط الأقدم من 160 مليون سنة، لديها شذوذ مغناطيسي منخفض السعة يصعب تفسيره. وُجد على الساحل الشرقي لأمريكا الشمالية، والساحل الشمالي الغربي من إفريقيا وغرب المحيط الهادي. اعتُقد سابقًا أنها تمثل تفوقًا زمنيًا وسميت المنطقة الجوراسية، لكن الشذوذ المغناطيسي وُجد على اليابسة في تلك الفترة. من المعروف أن المجال المغناطيسي الأرضي له كثافة منخفضة بين 130 و170 مليون سنة مضت، هذه المناطق من قاع المحيط منخفضة خصوصًا، ما يسبب ضعف الإشارة المغناطيسية بين قاع البحر وسطحه.